# Divlja ruža (telenovela)
Divlja ruža (šp. Rosa Salvaje) je meksička telenovela produkcijske kuće Televisa koja je bila emitirana 1987. u Meksiku. Glavne uloge imali su Verónica Castro i Guillermo Capetillo.
Osim u Meksiku, telenovela je postigla uspjeh u zemljama Latinske Amerike, Bugarskoj, Hrvatskoj, Kini, Rusiji, Srbiji i Sjedinjenim Američkim Državama.

## Sažetak
U središtu ove priče je Rosa García, koja živi s kumom Tomasom koja ju je odmalena odgajala iako su obje siromašne. Rosa je naivna i neuka. Kada joj netko smeta psuje i udara. Stoga su joj ljudi nadjenuli nadimak "divlja". Jednoga dana, Rosa s prijateljicama iz susjedstva kreće u bogatašku kuću i susreće Dulcinu Linares, ambicioznu ženu kojoj je stalo samo do novca i položaja u društvu, i njenu sluškinju Leopoldinu koje joj zaprijete da će je prijaviti policiji. Tada dolazi Ricardo Linares, Dulcinin brat i pomaže Rosi. Nedugo kasnije, oni se zaljube na Dulcinio nezadovoljstvo.

## Uloge
| Glumac                | Lik                            |
| --------------------- | ------------------------------ |
| Verónica Castro       | Rosa García Montero de Linares |
| Guillermo Capetillo   | Ricardo / Rogelio Linares      |
| Laura Zapata          | Dulcina Linares Ud. de Robles  |
| Liliana Abud          | Cándida Linares                |
| Armando Calvo         | Sebastián                      |
| Edith Gonzalez        | Leonela Villarreal #1          |
| Felicia Mercado       | Leonela Villarreal #2          |
| Magda Guzmán          | Tomasa                         |
| Otto Sirgo            | Ángel de la Huerta             |
| Jaime Garza           | Ernesto Rojas                  |
| Bárbara Gil           | Amalia                         |
| Maleni Morales        | Miriam Savedo                  |
| Armando Palomo        | Muñeco                         |
| Arturo García Tenorio | Agustín                        |
| Gustavo Rojo          | Padre Manuel de la Huerta      |
| Renata                | Leopoldina                     |
| Ari Telch             | Jorge                          |
| Gastón Tuset          | Roque                          |
| Irma Lozano           | Paulette                       |
| Ninón Sevilla         | Zoraida                        |